# Susan Ann Sulley
Susan Sulley (Sheffield, 22 de marzo de 1963) es una cantante británica, una de las dos vocalistas del grupo The Human League.
Nacida y criada en Sheffield, Inglaterra, en 1980 ella y su mejor amiga Joanne Catherall fueran descubiertas por Philip Oakey, líder y uno de los miembros fundadores de The Human League, en el Crazy Daisy Nightclub de Sheffield.
Sulley es una socia conjunta en la banda, que todavía graba y actúa en vivo con The Human League. Susan explica: "Joanne y yo no éramos ambiciosas; no queríamos estar en un grupo de pop. Éramos solo dos chicas en la escuela que querían ir a la universidad."

## Primeros años
Sulley nació en Sheffield, Inglaterra, un 22 de marzo de 1963. Pasó sus primeros años en el suburbio Gleadess Valley y en su educación final asistió a la escuela Frecheville Comprehensive, desde finales de los años 70 hasta mediados de 1981.  Su mejor amiga desde los 13 años fue la residente de Sheffield y estudiante de Frecheville Joanne Catherall, que se convertiría en su compañera por el resto de su vida. A principios de 1981, se llamaba a sí misma "Susanne Sulley", una fusión familiar de sus dos primeros nombres, un apodo por el que la conocían casualmente en la escuela. En 1980, mientras todavía estaba en la escuela, tenía un trabajo a tiempo parcial en una peluquería de Sheffield y un trabajo informal de verano vendiendo helados en un cine de Sheffield, los únicos trabajos que ha tenido en su vida aparte de la música.

## 1981:Darey "Don't You Want Me"

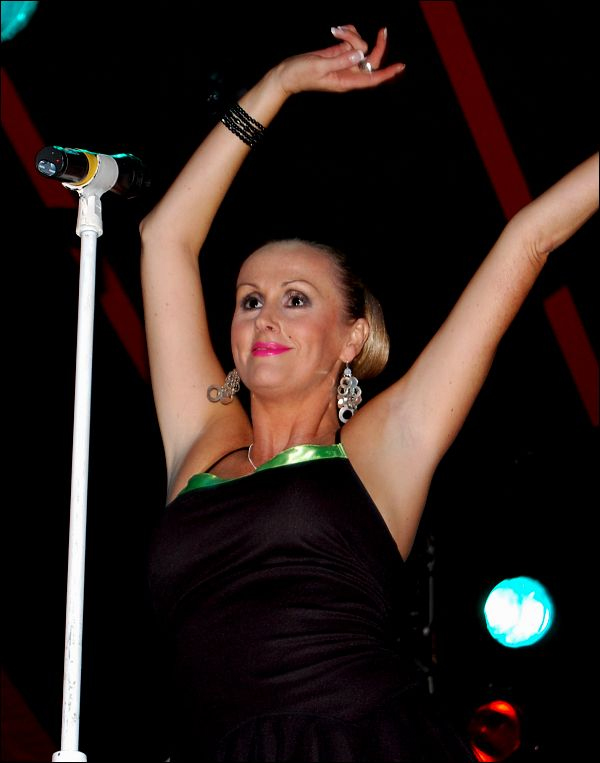
Susan, 2007

El grupo grabó Dare, su álbum de mayor éxito comercial hasta la fecha, en 1981. El lanzamiento del álbum también coincidió con un fuerte aumento en el uso de videos musicales y el lanzamiento de MTV. En el video de "Don't You Want Me", lanzado en noviembre como el cuarto sencillo del álbum, Sulley interpreta a una exitosa actriz que abandona a su amargado amante Svengali (interpretado por Oakey) que lamenta su éxito y partida. Situada en una "filmación" en una noche húmeda de invierno, Sulley canta directamente a la cámara mientras camina por el escenario atmosférico, impecablemente maquillada y con una gabardina distintiva. El sencillo, con la ayuda del video clásico, fue un gran avance comercial para el grupo, llegando al número uno en las listas tanto en el Reino Unido como en los Estados Unidos. Sulley todavía estaba en la escuela cuando se grabó Dare y, a menudo, bromea diciendo que "nunca ha tenido un trabajo adecuado en su vida".

## Resto de la década de 1980
El estrellato internacional que trajo Dare duró poco. El grupo tardó tres años en lanzar su próximo álbum completo, Hysteria de 1984. En 1983 se publicó en Estados Unidos un EP provisional, Fascination! ambos se ubicaron en el número dos en el Reino Unido. El sencillo "Human" de Crash fue el último éxito comercial real del grupo de la década, situándose en el número uno en los Estados Unidos y en el número ocho en el Reino Unido. A partir de entonces, la popularidad del grupo se desplomó, y los lanzamientos posteriores ni siquiera superaron los cuarenta primeros. También fue alrededor de 1986 que dejó de llamarse Susanne, optando por la Susan más formal.
De mediados a finales de la década de 1980 no fue una época particularmente feliz para Sulley, ya que tuvo que lidiar con los problemas personales que la inesperada fama internacional le trajo. Además, las disputas internas y la presión para producir más golpes provocaron conflictos y, finalmente, divisiones dentro de The Human League. Cuando se le pidió a fines de 1995 que describiera ese período, Sulley dijo: "Odié la década de 1980, fue horrible... absolutamente todo".

## Años 90

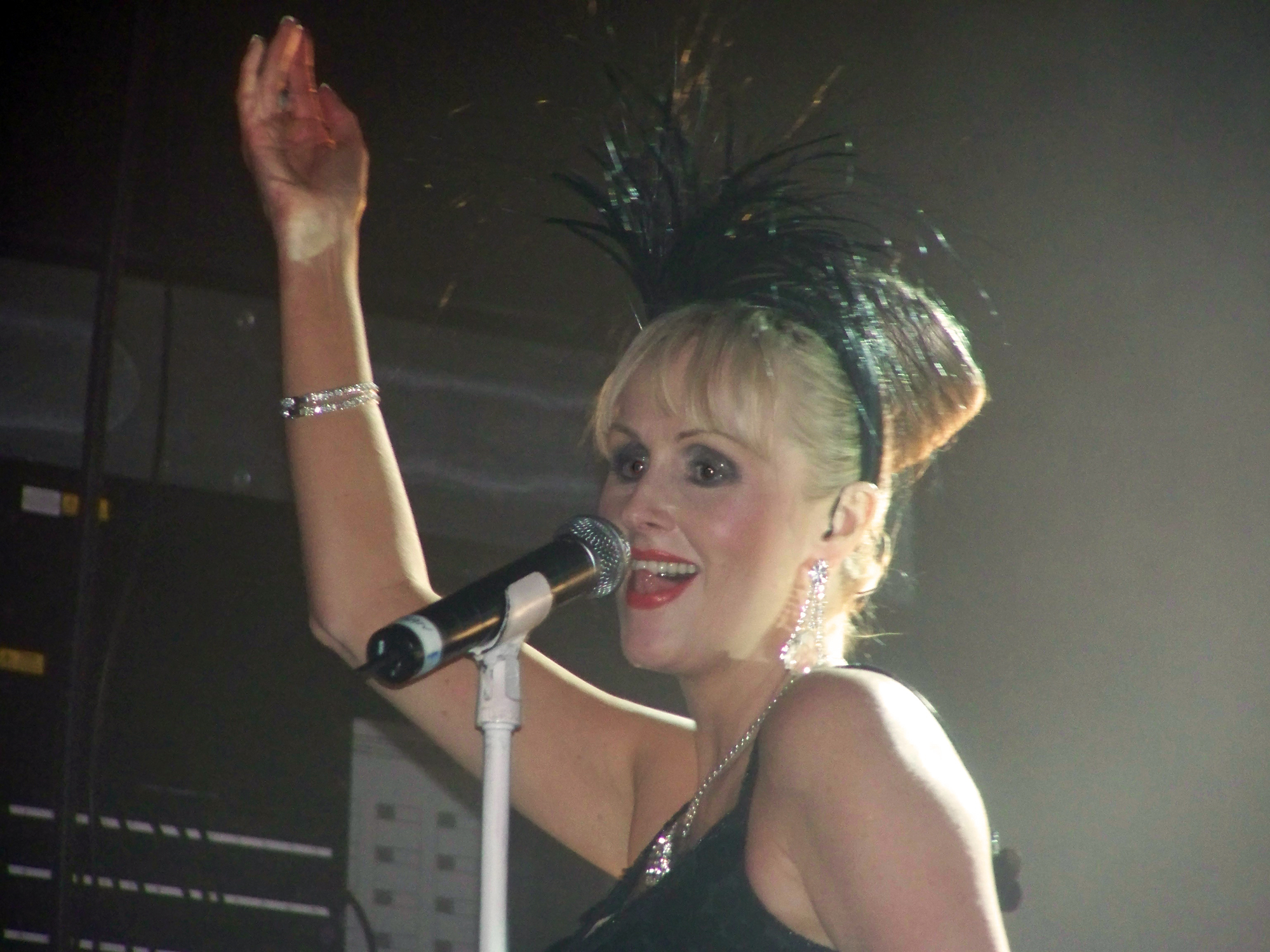
Sulley, Sheffield, abril de 2008

En 1990, la banda lanzó su último álbum para Virgin Records, Romantic ?, que incluía el sencillo "Heart Like a Wheel". ¿El romántico? el álbum no volvió a capturar el enorme éxito comercial del grupo en 1981; con su segundo sencillo "Soundtrack for a Generation" fracasando, Virgin decidió no renovar su contrato de grabación. ¿Durante la grabación de Romantic? Sulley sufrió el primero de dos ataques de nervios, exacerbados por un matrimonio desastroso de corta duración. Aunque desanimado, el grupo permaneció unido y perseveró con material nuevo. The Human League hizo un regreso sorpresa en 1994, ahora firmó con East West Records, con el sencillo "Tell Me When", dándoles su primer gran éxito desde "Human" de 1986, y el álbum que lo acompaña Octopus se está convirtiendo en Gold.
Como Catherall antes que ella, Sulley tuvo una relación con Oakey.

## "One Man In My Heart"
En 1995, el álbum Octopus le dio al Reino Unido otro sencillo exitoso con "One Man in My Heart". Esto le proporcionó a Sulley su perfil público más alto en la historia de la banda. La canción fue una balada cantada por Sulley en la voz principal, con Oakey y Catherall como coros. El elegante video que lo acompaña, ambientado en un café parisino, le dio a Sulley (ahora de 32 años) la mejor oportunidad de demostrar su considerable presencia en la pantalla desde "Don't You Want Me". Aunque solo tuvo un éxito moderado (alcanzó el número trece en las listas del Reino Unido), fue descrito años más tarde en The Guardian como "una de las mejores canciones de amor de la década de 1990", y ha sido remezclado y relanzado varias veces desde entonces.

## 2000 y actualidad

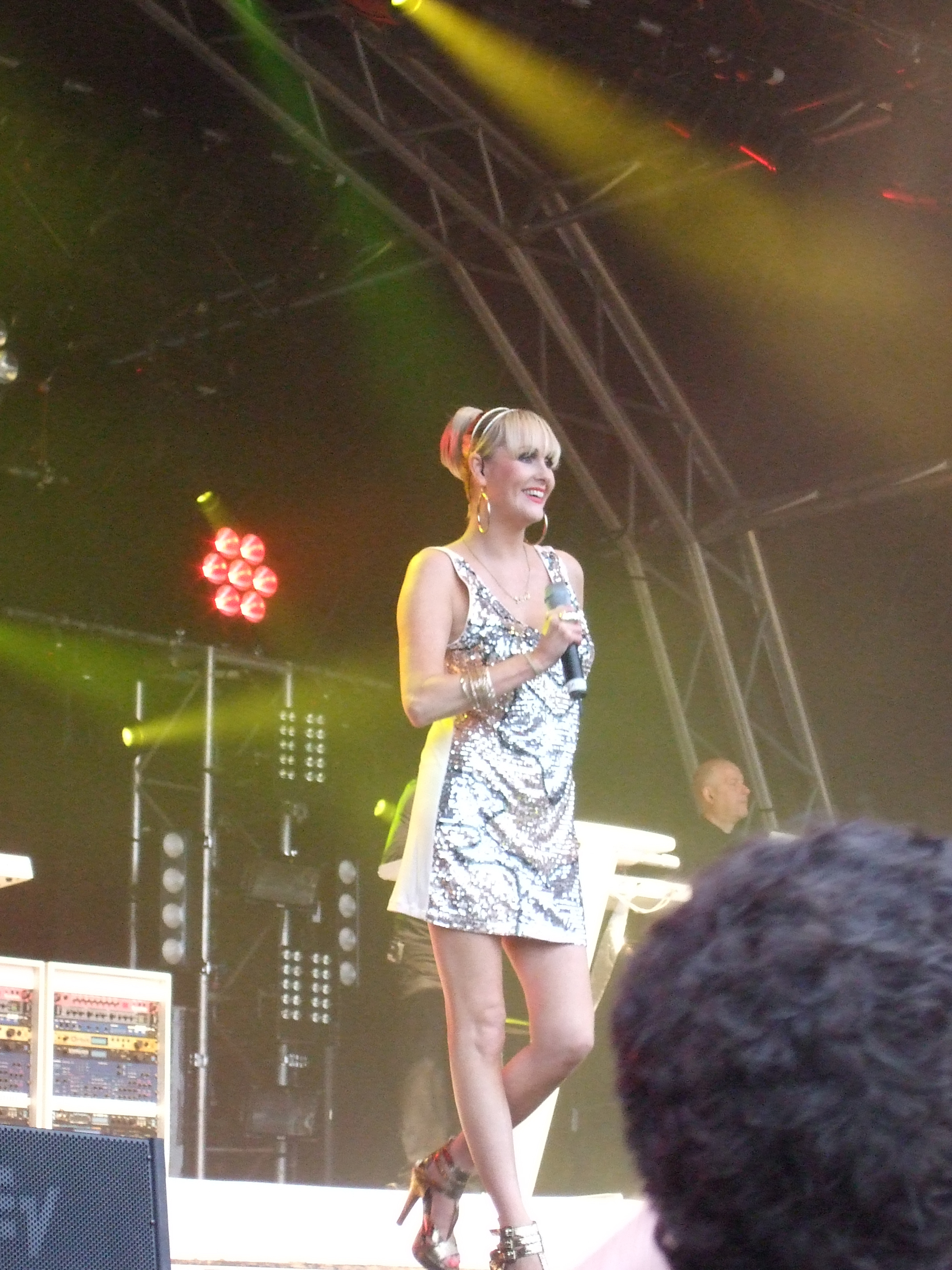
Sulley, 2010

El grupo toca regularmente en lugares con entradas agotadas en todo el mundo. En 2006 tocaron ante una audiencia de 18.000 personas en el Hollywood Bowl y aparecieron en el programa de televisión estadounidense Jimmy Kimmel Live!. A finales de 2006, The Human League completó otra gira por el Reino Unido y Europa, nuevamente con muchas entradas agotadas. En una entrevista de 2007, Sulley declaró que el principal esfuerzo de The Human League en el futuro inmediato era la grabación de nuevo material, con la posibilidad de un nuevo álbum de estudio, mientras continuaba tocando en vivo en una variedad de lugares tanto en el Reino Unido como en internacionalmente. 
Sulley, cuando se le pidió (en 2004) que eligiera el punto culminante de su carrera, dijo: "Creo que todavía está sucediendo. Creo que lo cierto es que todavía lo estamos haciendo. Después de todos estos años, ahora tengo 41 años, y realmente , ¡Ya no debería estar en un grupo de pop, pero lo estoy y sigue siendo mi trabajo! Me despierto por la mañana y no tengo que ir a un grupo de nueve a cinco. Tengo esta vida ¡y tengo mucha, mucha suerte!

## Influencia
Victoria Beckham, de Spice Girls, declaró que fue Sulley quien la inspiró a ingresar a la música pop.

## Discografía
- Dare (1981)
- Hysteria (1984)
- Love and Dancing (1982)
- Fascination! (1983)
- Crash (1986)
- Romantic? (1990)
- Octopus (1995)
- Secrets (2001)
- Credo (2011)

## Cine y televisión
- 1999: Hunting Venus (Buffalo Films, D. Martin Clunes) – Ella misma.
- 2007: "VH1" – Presentadora.

## Premios y nominaciones
- 1982: Brit Awards - (The Human League) "Mejor acto revelación británico".
- 1982: Nominado al premio Grammy en 1982 a la mejor actuación internacional (como The Human League)
- 2004: Q Awards – (The Human League) – "Premio Q a la Innovación en Sonido"